# 추상 사진

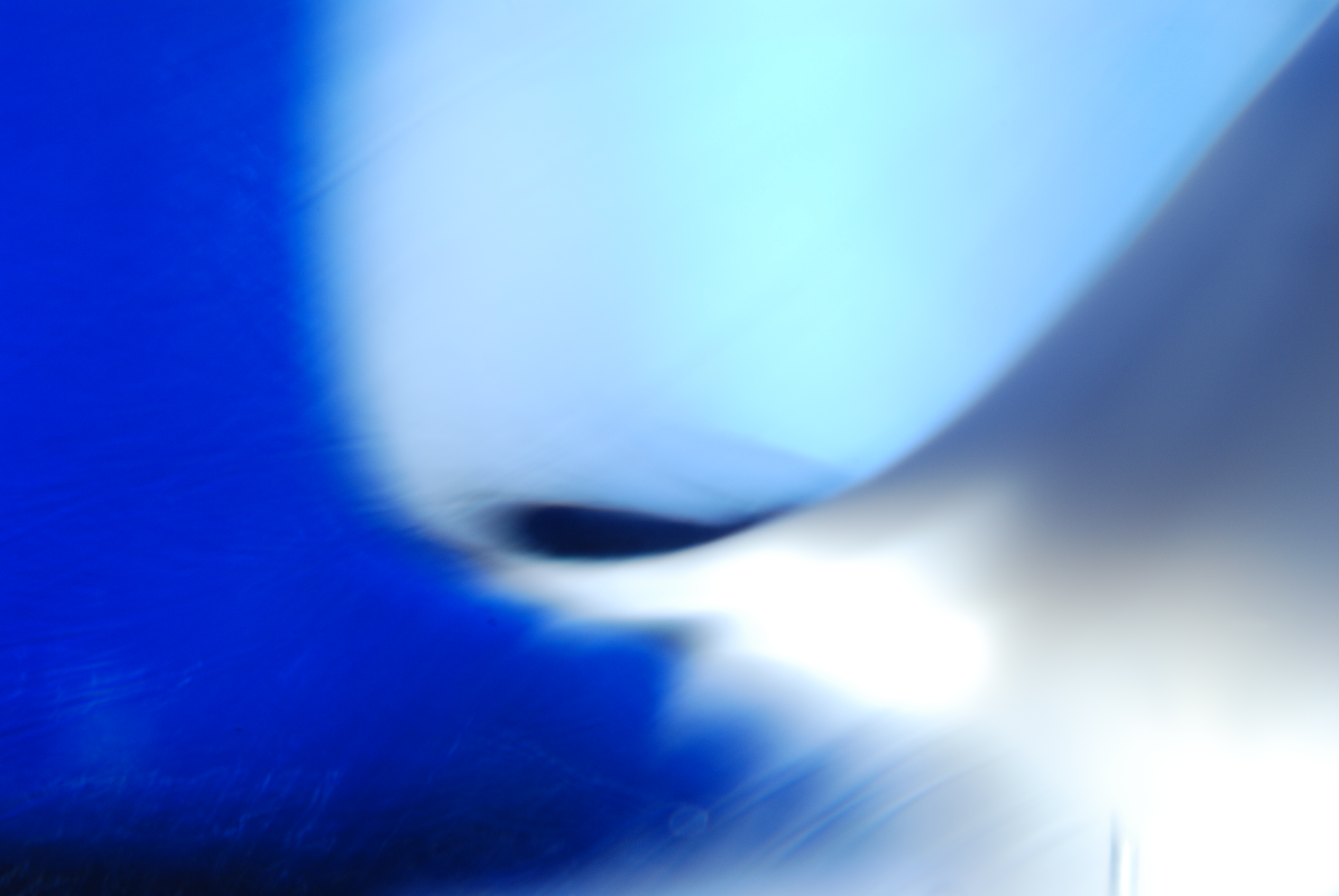
이 거시적인 사진은 물질의 본질에 대한 정보를 거의 식별하지 못한다.

추상 사진 또는 추상주의 사진은 사물 세계와 즉각적인 연관이 없고 사진 장비, 프로세스 또는 재료를 사용하여 생성된 시각적 이미지를 묘사하는 수단이다. 추상 사진은 보는 사람에게서 고유한 맥락을 제거하기 위해 자연 장면의 일부를 분리할 수도 있고, 실제 물체에서 겉보기에 비현실적인 모습을 만들기 위해 의도적으로 연출할 수도 있고, 색상, 빛, 그림자, 느낌, 감각 또는 인상을 전달하기 위한 질감, 모양 및 형태 등을 사용할 수도 있다. 이미지는 카메라, 암실 또는 컴퓨터와 같은 전통적인 사진 장비를 사용하여 생성될 수도 있고, 카메라를 사용하지 않고 필름, 종이 또는 디지털 프레젠테이션을 포함한 기타 사진 매체를 직접 조작하여 생성될 수도 있다.